# Laikit, Laikit II
Laikit är en ort i Indonesien.   Den ligger i provinsen Sulawesi Utara, i den nordöstra delen av landet, 2 200 km öster om huvudstaden Jakarta. Laikit ligger 288 meter över havet och antalet invånare är 8 000.
Terrängen runt Laikit är varierad. Runt Laikit är det ganska tätbefolkat, med 111 invånare per kvadratkilometer. Närmaste större samhälle är Manado, 13,9 km väster om Laikit. I omgivningarna runt Laikit växer i huvudsak städsegrön lövskog.